# 애프터 (2019년 영화)
《애프터》(영어: After)는 2019년 개봉된 미국의 로맨틱 드라마 영화이다. 제니 게이지 감독과 공동각본을 맡았으며, 애나 토드의 동명 뉴 어덜트 소설이 영화의 원작이다.

## 줄거리
첫 끌림
대학 입학 후 첫 파티에 초대 받게 된 신입생 ‘테사’는 진실게임을 하던 중 키스 벌칙에 걸리고 만다.
상대는 학교에서 유명한 반항아 ‘하딘’.
키스를 앞둔 0.1초 전, 모두가 주목하는 그 순간 ‘테사’는 ‘하딘’의 입술을 거절하고 만다.
첫 사랑
강렬했던 첫 만남 이후, 마치 새로운 세상을 발견한 듯 한번도 경험한 적 없던 감정에 눈을 뜨게 된 두 사람.
‘하딘’은 자신의 비밀 장소로 ‘테사’를 초대하고 이제 두 사람은 서로를 모르기 전으로 절대 되돌아 갈 수 없음을 알게 되는데…
첫 경험 그리고 《애프터》 

## 출연

### 주연
- 히어로 파인스티핀 : 하딘 스콧 역
- 조세핀 랭퍼드 : 테사 영 역
- 셀마 블레어 : 캐롤 영 역
- 제니퍼 빌즈 : 카렌 깁슨 역

### 조연
- 피터 갤러거 : 켄 스콧 역
- 이난나 사키스 : 몰리 역
- 셰인 폴 맥기 : 랜든 역
- 카디자 레드 선더 : 스테프 역
- 미도우 윌리암스 : 소토 교수 역
- 딜런 아놀드 : 노아 역
- 스웬 템멜 : 제이스 역
- 사무엘 라슨 : 제드 에반스 역
- 피아 미아 : 트리스탄 역
- 미도우 윌리암스 : 소토 교수 역
- 사라 호르헤 레온 : 천문학 교수 역